# 경상남도의 코로나19 범유행
다음은 경상남도에서의 코로나19 범유행의 설명이다.

## 경과
2월 21일, 첫 확진자가 발생했다. 신천지에서 참석한 합천군 확진자로 마산의료원으로 이송하였다.
2020년 11월~12월, 창원시, 김해시, 거제시에서 코로나 첫 사망자가 나왔으며, 마산의료원, 창원경상대학교병원, 경상대학교병원에서 사망하였다.
2021~2023년에는 누적 사망자가 1977명이 되었다. 양산시, 산청군, 사천시, 진주시, 남해군, 함안군, 고성군, 거창군, 함양군, 하동군, 의령군, 통영시, 창녕군, 합천군, 밀양시에서 첫 사망자가 나왔으며, 양산부산대학교병원, 삼성창원병원 외 4개소에서 치료중 사망하였다.
2021년 9월 1일, 경상남도 누적 확진자가 1만명을 돌파하였다.
2021년 12월 29일, 경상남도 누적 확진자가 2만명을 돌파하였다.
2022년 2월 2일, 경상남도 누적 확진자가 3만명을 돌파하였다.
2022년 2월 9일, 경상남도 누적 확진자가 4만명을 돌파하였다.
2022년 2월 14일, 경상남도 누적 확진자가 5만명을 돌파하였다.
2022년 2월 17일, 경상남도 누적 확진자가 6만명을 돌파하였다.
2022년 2월 19일, 경상남도 누적 확진자가 7만명을 돌파하였다.
2022년 2월 21일, 경상남도 누적 확진자가 8만명을 돌파하였다.
2022년 2월 22일, 경상남도 누적 확진자가 9만명을 돌파하였다.
2022년 2월 24일, 경상남도 누적 확진자가 10만명을 돌파하였다.
2022년 3월 2일, 경상남도 누적 확진자가 15만명을 돌파하였다.
2022년 3월 5일, 경상남도 누적 확진자가 20만명을 돌파하였다.
2022년 3월 9일, 경상남도 누적 확진자가 25만명을 돌파하였다.
2022년 3월 11일, 경상남도 누적 확진자가 30만명을 돌파하였다.
2022년 3월 14일, 경상남도 누적 확진자가 40만명을 돌파하였다.
2022년 3월 19일, 경상남도 누적 확진자가 50만명을 돌파하였다.
2022년 3월 23일, 경상남도 누적 확진자가 60만명을 돌파하였다.
2022년 3월 27일, 경상남도 누적 확진자가 70만명을 돌파하였다.
2022년 4월 1일, 경상남도 누적 확진자가 80만명을 돌파하였다.
2022년 4월 9일, 경상남도 누적 확진자가 90만명을 돌파하였다.
2022년 4월 22일, 경상남도 누적 확진자가 100만명을 돌파하였다.
2022년 10월 5일, 경상남도 누적 확진자가 150만명을 돌파하였다.